# Echinorhynchus gymnocyprii
Echinorhynchus gymnocyprii är en hakmaskart som beskrevs av Wang och Yang 1981. Echinorhynchus gymnocyprii ingår i släktet Echinorhynchus och familjen Echinorhynchidae. Inga underarter finns listade i Catalogue of Life.